# Dôme de Rochefort
Dôme de Rochefort (4016 m n. m.) je hora v Montblanském masivu v Grajských Alpách. Leží na hranicích mezi Itálií (region Valle d'Aosta) a Francií (region Rhône-Alpes). Nachází se mezi Grandes Jorasses a Dent du Géant. Na vrchol je možné vystoupit od Refuge des Cosmiques (3613 m) na francouzské straně a Rifugio Torino (3322 a 3375 m, 2 budovy) na straně italské.
Horu poprvé zdolali 12. srpna 1881 J. Eccles, M.-C. Payot a A. Payot.